# Ronde van Nederland 1952
De 5e editie van de Ronde van Nederland ging op 2 juni 1952 van start in Amsterdam. De wielerwedstrijd over zeven etappes eindigde op 8 juni weer in Amsterdam. De ronde werd gewonnen door Wim van Est.

## Eindklassement
Wim van Est werd winnaar van het eindklassement van de Ronde van Nederland van 1952 met een voorsprong van 5 minuten en 53 seconden op Wout Wagtmans. De beste Belg was Frans Gielen met een 4e plek.
| Plaats  | Naam             | Tijd      |
| ------- | ---------------- | --------- |
| Winnaar | Wim van Est      | 36u36'22" |
| 2       | Wout Wagtmans    | + 5'53"   |
| 3       | Gerrit Voorting  | + 6'40"   |
| 4       | Frans Gielen     | + 6'46"   |
| 5       | Edouard Desmedt  | + 6'49"   |
| 6       | Sjef Janssen     | + 12'51"  |
| 7       | Hein van Breenen | + 13'48"  |
| 8       | Maurice Neyt     | + 14'25"  |
| 9       | Edgard Sorgeloos | + 15'27"  |
| 10      | Harm Smits       | + 16'26"  |

## Etappe-overzicht
| Etappe | Van - naar              | Km       | Etappewinnaar       |
| ------ | ----------------------- | -------- | ------------------- |
| 1      | Amsterdam - Etten       | 210      | Willy Kemp          |
| 2      | Etten - Sint-Niklaas    | 208      | Wout Wagtmans       |
| 3      | Sint-Niklaas - Tongeren | 229      | Henri Van Kerckhove |
| 4a     | Tongeren - Geleen       | 53 (ITT) | Wim van Est         |
| 4b     | Geleen - Eindhoven      |          | Henk Faanhof        |
| 5      | Eindhoven - Veendam     | 258      | Hans Dekkers        |
| 6      | Veendam - Utrecht       | 240      | Gerrit Voorting     |
| 7      | Utrecht - Amsterdam     | 60 (ITT) | Wim van Est         |

1948 · 1949 · 1950 · 1951 · 1952 · 1953 · 1954 · 1955 · 1956 · 1957 · 1958 · 1959 · 1960 · 1961 · 1962 · 1963 · 1964 · 1965 · 1966 · 1967 · 1968 · 1969 · 1970 · 1971 · 1972 · 1973 · 1974 · 1975 · 1976 · 1977 · 1978 · 1979 · 1980 · 1981 · 1982 · 1983 · 1984 · 1985 · 1986 · 1987 · 1988 · 1989 · 1990 · 1991 · 1992 · 1993 · 1994 · 1995 · 1996 · 1997 · 1998 · 1999 · 2000 · 2001 · 2002 · 2003 · 2004 · 2005 · 2006 · 2007 · 2008 · 2009 · 2010 · 2011 · 2012 · 2013 · 2014 · 2015 · 2016 · 2017 · 2018 · 2019 · 2020 · 2021 · 2022 · 2023 · 2024